# PAGE5
PAGE5 (англ. PAGE family member 5) – білок, який кодується однойменним геном, розташованим у людей на короткому плечі X-хромосоми. Довжина поліпептидного ланцюга білка становить 130 амінокислот, а молекулярна маса — 14 046.
| 10         |  | 20         |  | 30         |  | 40         |  | 50         |
| ---------- |  | ---------- |  | ---------- |  | ---------- |  | ---------- |
| MQAPWAGNRG |  | WAGTREEVRD |  | MSEHVTRSQS |  | SERGNDQESS |  | QPVGPVIVQQ |
| PTEEKRQEEE |  | PPTDNQGIAP |  | SGEIKNEGAP |  | AVQGTDVEAF |  | QQELALLKIE |
| DAPGDGPDVR |  | EGTLPTFDPT |  | KVLEAGEGQL |  |            |  |            |

A: Аланін

D: Аспарагінова кислота

E: Глутамінова кислота

F: Фенілаланін

G: Гліцин

H: Гістидин

I: Ізолейцин

K: Лізин

L: Лейцин

M: Метіонін

N: Аспарагін

P: Пролін

Q: Глутамін

R: Аргінін

S: Серин

T: Треонін

V: Валін

Кодований геном білок за функцією належить до фосфопротеїнів. 
Задіяний у такому біологічному процесі, як альтернативний сплайсинг. 